# Adolphe d'Hastrel
Étienne Adolphe de Hastrel de Rivedoux (Neuwiller-lès-Saverne, 4 de octubre de 1805 - Nantes, 1 de julio de 1874) más conocido como Adolphe d'Hastrel, fue un capitán de artillería de marina, pintor, acuarelista y litógrafo francés.
Durante una veintena de años recorrió el mundo y aprovechó sus misiones militares para dibujar y pintar paisajes, escenas de la vida cotidiana y figuras humanas.
A su regreso, publicó él mismo una serie de álbumes litográficos. Sus vistas a diversas ciudades de Francia, incluyendo Les Sables-d'Olonne y La Rochelle, la isla Borbón (La Reunión), la colonia de Senegal, de Río de Janeiro y otros pueblos de América del Sur están reproducidas o referenciadas en muchas de historia, de historia del arte y de diccionarios, tanto franceses como extranjeros. Adolphe de Hastrel se interesó también en la música y en los inicios de la fotografía, sobre todo en los daguerrotipos.
Adolphe d'Hastrel es nombrado caballero de la Legión de Honor el 24 de marzo de 1840 y el 24 de diciembre de 1849 fue promovido a oficial.

## Obras seleccionadas

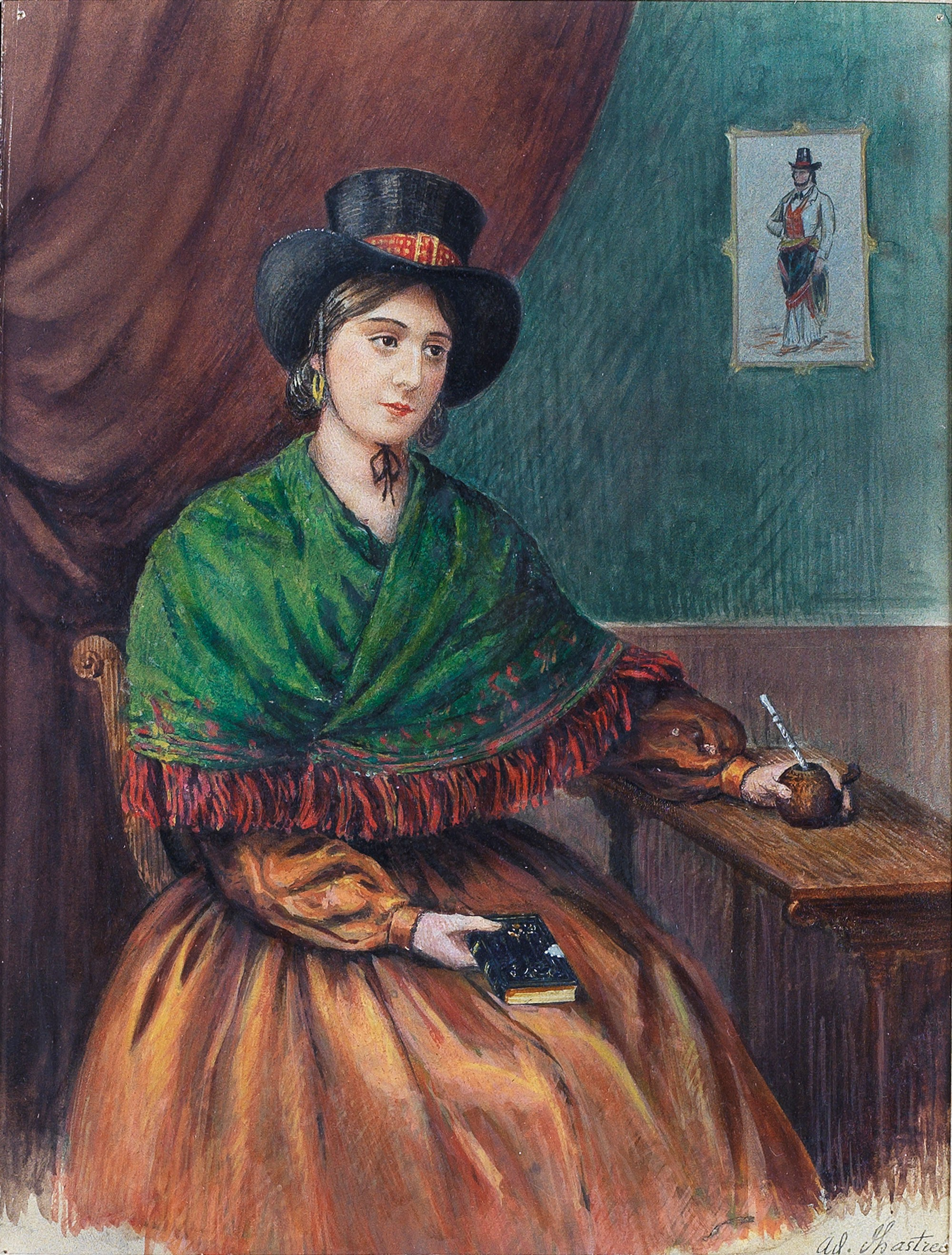
Su esposa
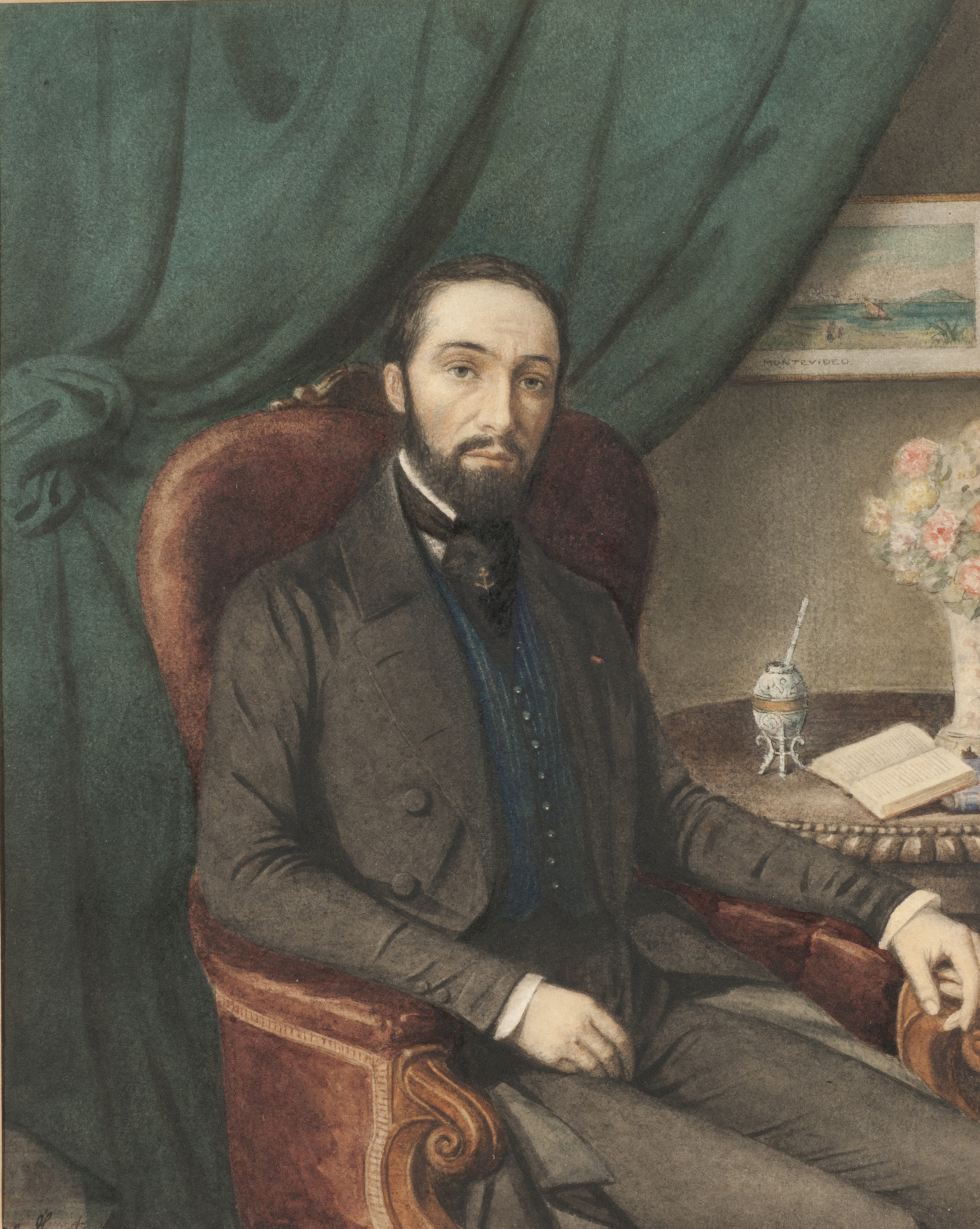
Autorretrato
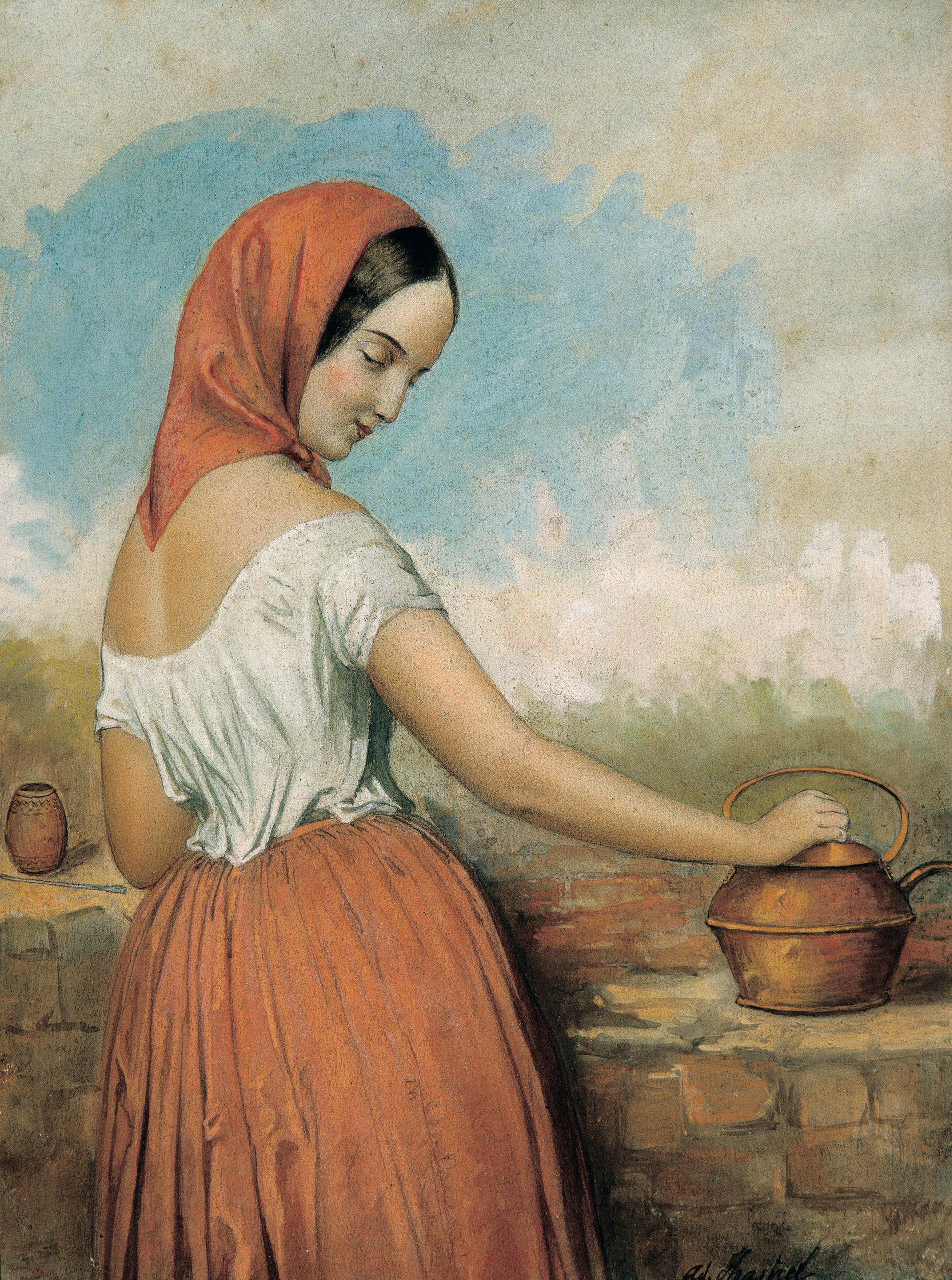
Cebando mate
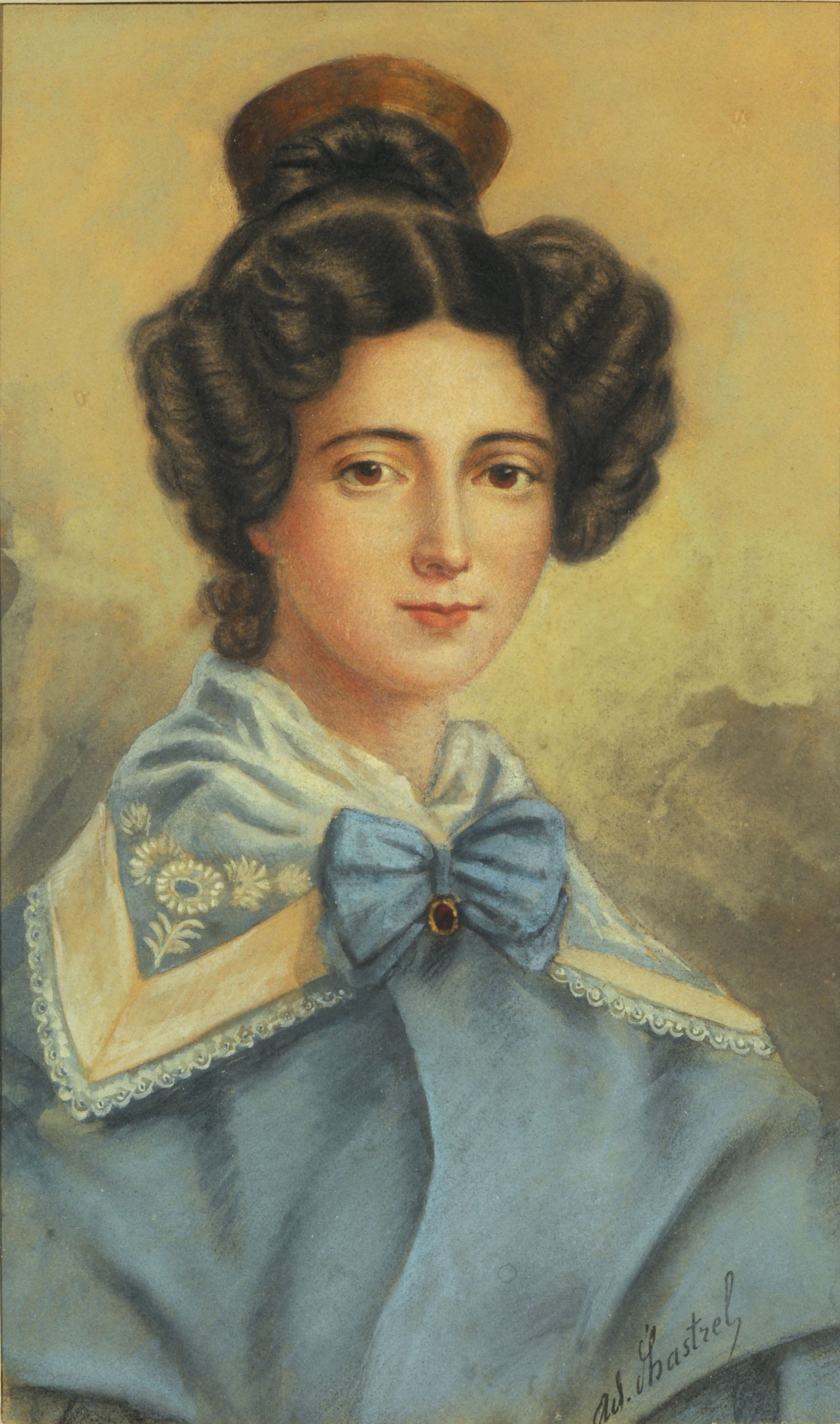
Porteña vestida de celeste
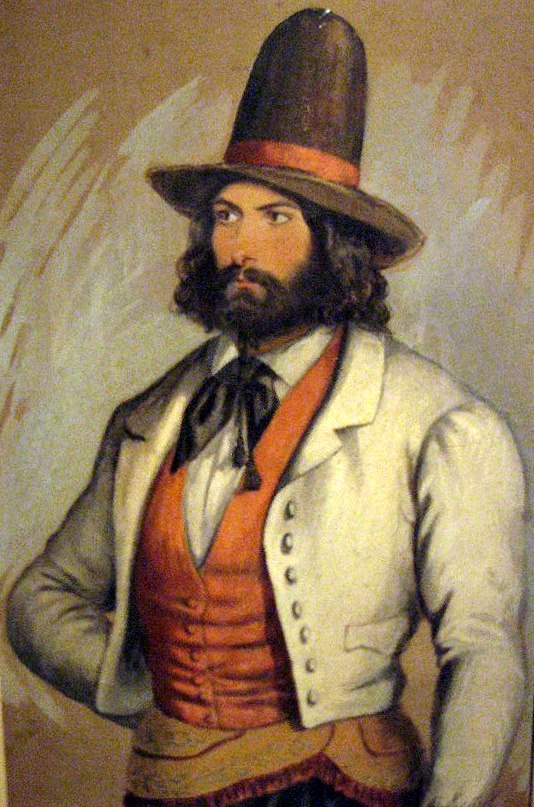
Estanciero con chaleco federal
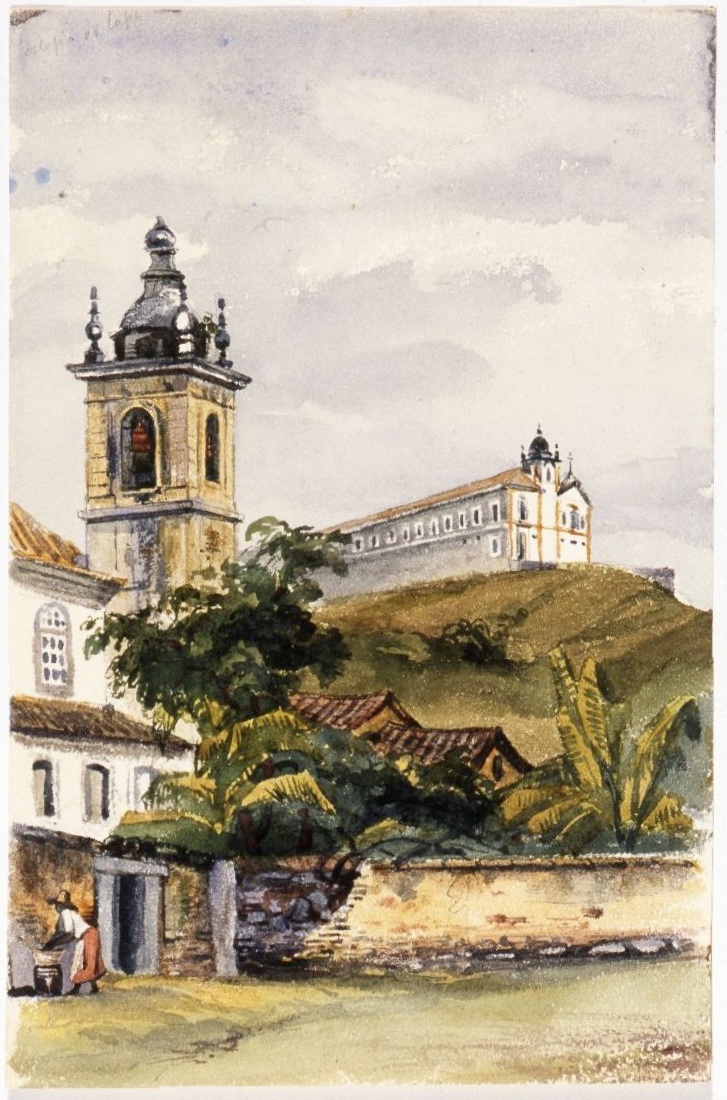
Iglesia de Lapa y Convento de Santa Teresa